# Katastrofa lotu Aerofłot 630
Katastrofa lotu Aerofłot 630 – katastrofa lotnicza, która wydarzyła się 24 lutego 1973 roku. W jej wyniku Iljuszyn Ił-18V należący do linii Aerofłot rozbił się nieopodal miejscowości Leninabad, zabijając wszystkie 79 osób na pokładzie.

## Samolot
Maszyną obsługującą lot 630 był Iljuszyn Ił-18V (nr rej. CCCP-75712) o numerze seryjnym 189001803. Samolot opuścił linię produkcyjną w 1960 roku i do czasu katastrofy wylatał 20 404 godziny i 9590 cykli startu i lądowania. Feralnego dnia kapitanem samolotu był Władimir Szaposznikow, a drugim pilotem Wiaczesław Tymoszenko.

## Przebieg lotu
Iljuszyn odbywał rutynowy lot z Duszanbe do Moskwy, z planowym lądowaniem w Leninabadzie. Na pokładzie było 72 pasażerów i 7 członków załogi. Samolot wystartował z Duszanbe o 7:06, a lot do Leninabadu miał trwać ok. 50 minut. Gdy maszyna znajdowała się na wysokości 6600 metrów, załoga wykonała 60-stopniowy skręt w prawo. Chwilę po wykonaniu zakrętu samolot zaczął się przechylać w lewo w tempie 3-4 stopni na sekundę. Po osiągnięciu ponad 90-stopniowego przechyłu maszyna wpadła w korkociąg i następnie w wyniku przeciążeń rozpadła się w powietrzu na wysokości około 2200 metrów. Zginęło wszystkie 79 osób na pokładzie. Katastrofa miała miejsce 38 km od Leninabadu. 
Śledztwo wykazało, że przyczyną był błąd załogi, która próbowała jednocześnie się zniżać i silnie przechylać w lewo.